# Бабушница
Бабушница (на сръбски: Бабушница или Babušnica) е град в Сърбия, разположен в Пиротския окръг. Според последното преброяване на населението през 2022 година в града живеят 4254 души.

## История
Приема се, че Бабушница е основана през ХVІІІ или началото на ХІХ век като чифлик, притежание на чифлик-сайбия на име Абдула. Първоначално селището носи името на своя основател – Абдулин чифлик или Абдулино.
През 1899 г. тук е издигнат паметник на крал Милан Обренович..

## Побратимени градове
- Мездра (България)
- Сливница (България)